# Francisco Araiza
José Francisco Araiza (Ciudad de México, 4 de octubre de 1950) es un cantante de ópera mexicano con voz de tenor. Destacó por sus interpretaciones mozartianas, por las que fue considerado sucesor del alemán Fritz Wunderlich.

## Vida y carrera
Araiza estudió administración de empresas en la Universidad Nacional de México. Aprendió vocalización con Irma González y repertorio alemán con Erika Kubacsek en el Conservatorio Nacional de Música.
Araiza debutó en concierto en la Ciudad de México en 1969 y el 2 de octubre de 1970 debutó en la ópera con el rol de primer prisionero en Fidelio, bajo la dirección de Eduardo Mata, cantando en el auditorio "Justo Sierra" de la universidad Nacional Autónoma de México. Tres años después sería solista en La Creación de Franz Joseph Haydn.
En Múnich tomó clases maestras en la Universidad de Música y Teatro (Hochschule für Musik und Theater) con Eric Werba y Richard Holm como parte del premio por haber ganado la competencia de la Radio Bávara (Bayerischer Rundfunk) organizada por la ARD. Fue miembro de la Ópera de Karlsruhe de 1974 hasta 1977. Su debut europeo en la ópera fue el 18 de mayo de 1975 en la misma ciudad, en la obra Così fan tutte, bajo la dirección de Klaus Weise.
Su interpretación de papeles mozartianos le permitió obtener reconocimiento mundial. Como Don Fernando de Così fan tutte debutó en el Festival de Aix-en-Provence en 1977. En 1980 fue su debut en el Festival de Salzburgo. Interpretó el papel de Belmonte de El rapto en el Serrallo (Die Entführung aus dem Serail) bajo la dirección de Karl Böhm en Múnich, en el mismo año. Esta interpretación le ganó el reconocimiento como uno de los mejores Belmonte del último cuarto del siglo XX. En 1982 debutó en Londres y en La Scala de Milán. Con el papel de Belmonte debutó en el Metropolitan Opera House de Nueva York. 
1983 marca un punto de inflexión en su carrera, al abordar papeles más dramáticos. Así, debutó en Viena, con Des Grieux (Manon). En 1985 protagonizó Fausto
En 1988 estableció un concurso de canto con su nombre que se celebra en la Facultad de Música de la UNAM, en México. 
En 1990 debutó en concierto en el Teatro Colón de Buenos Aires.
En 1991 cantó Lohengrin en el Teatro La Fenice de Venecia. En 1993 fue Walter von Stolzing en el Metropolitan, con dirección de James Levine.
Ha actuado en los principales teatros de ópera del mundo y en los distintos festivales, entre ellos el Festival de Bayreuth, Salzburgo, Aix-en-Provence o el Festival Rossini de Pésaro. 
A partir de 1996 ha impartido clases magistrales en Viena, Gramisch y Múnich, y en la Escuela Superior de Música Reina Sofía de Madrid. Igualmente ha cantado Lieder de Franz Schubert en recitales.

## Papeles
Durante los primeros años de su carrera se centró en el repertorio mozartiano: Tamino, Ferrando, Don Ottavio y destacando como Belmonte. 

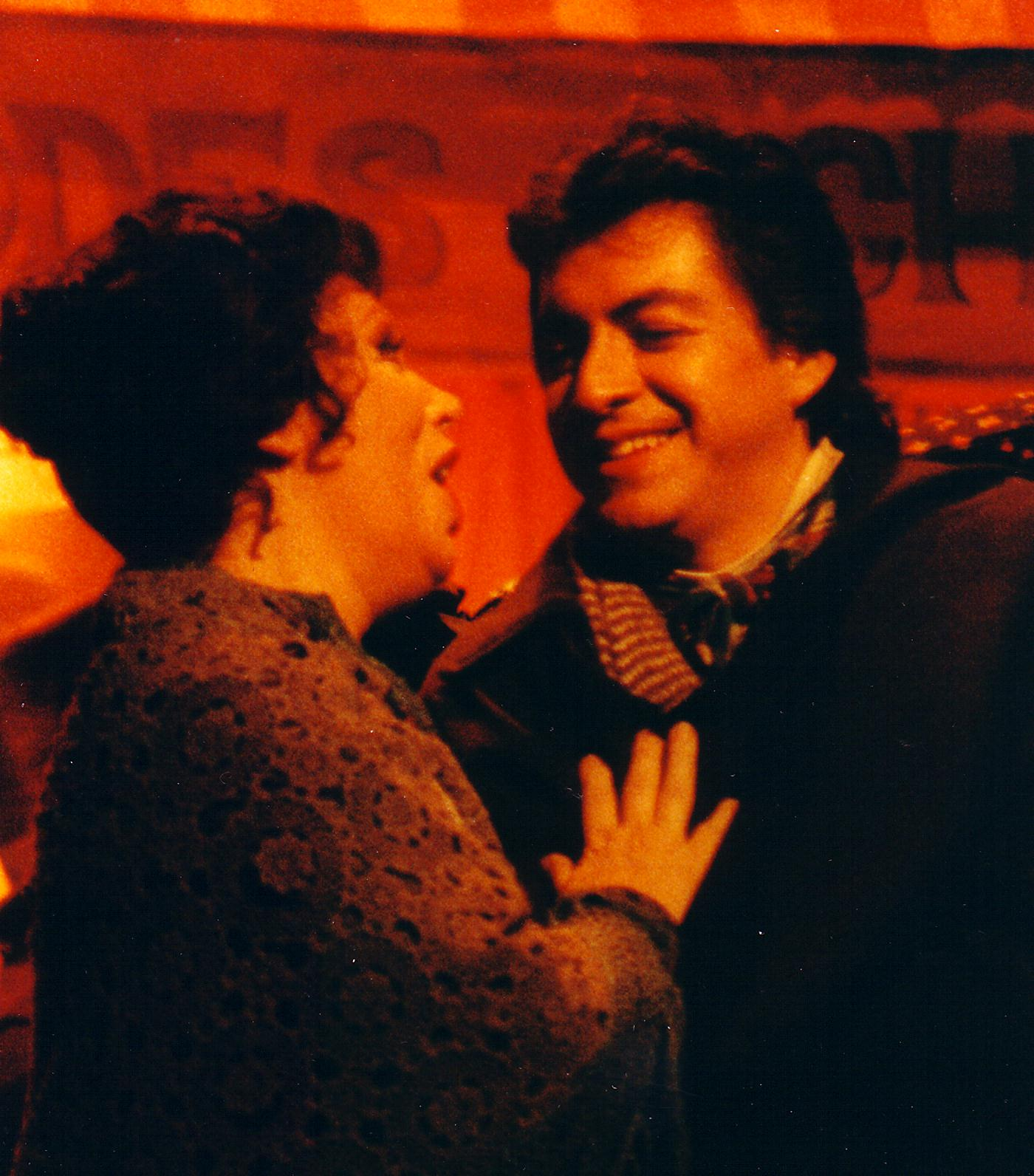
Como Rodolfo

Sin abandonar este tipo de papeles, a partir de 1983 amplió su repertorio hacia otros más dramáticos:
- Ópera italiana: ha interpretado varios papeles verdianos: Alfredo en La Traviata; el duque de Mantua en Rigoletto; Álvaro en La forza del destino; Gustavo III en Un ballo in maschera; así como el papel estelar de Don Carlo. Igualmente, ha sido Rodolfo en La Bohème, de Puccini; Andrea Chenier, en Andrea Chénier, de Umberto Giordano; Pollione en Norma, de Vincenzo Bellini.
- Ópera francesa: Don José en Carmen de Georges Bizet; papel protagónico de Faust de Gounod; Hoffmann en el papel titular de Los cuentos de Hoffmann, y el Werther de Massenet.
- Ópera alemana: ha sido Lohengrin, Walter von Stolzing en Los maestros cantores de Núremberg, y Max en Der Freischütz, Tamino en La Flauta Mágica (Die Zauberflöte)

## Distinciones
- Kammersänger en la Ópera de Zúrich.
- «Orphée d'Or» por la grabación de El Barbero de Sevilla, con Neville Marriner.
- Premio mejor evento musical de 1988 por su recital en Tokio.
- 1988, Kammersänger de la Opera del Estado de Viena.
- 1991, Medalla «Mozart» de la UNAM.
- 1995, premio Mario del Monaco «Otello d’Oro».
- 1996, «Golden Mercure» por la mejor actuación como cantante de ópera en Múnich.
- 2008, Medalla Dr. Alfonso Ortiz Tirado Álamos Sonora México.